# Landévant
Landévant (in bretone: Landevant) è un comune francese di 3 208 abitanti situato nel dipartimento del Morbihan nella regione della Bretagna.

## Società

### Evoluzione demografica
Abitanti censiti